# Chiesa di San Nicola a Pistaso
La chiesa di San Nicola a Pistaso è un luogo di culto di interesse storico ed artistico di Napoli, ubicato in via San Biagio dei Librari, il toponimo a Pistaso fa riferimento all'omonimo seggio minore del Sedile di Forcella presente in quella zona della città.

## Storia e descrizione
La chiesa fu trasferita nel sito attuale nel XVII secolo in seguito alla costruzione del convento chiesa del Divino Amore. Successivamente venne restaurata a metà del XVIII secolo da Niccolò Carletti. 
La facciata presenta solamente un semplice portale e una finestra discretamente decorata a stucco.
Nell'interno, a pianta rettangolare, c'è l'altare maggiore in marmi policromi racchiuso in una balaustra in ferro battuto; su di esso è collocata una tela di un ignoto pittore del XVI secolo, mentre i due altari laterali sono sormontati da altrettante tele di Francesco Gaetani, allievo di Massimo Stanzione.
Nel marzo del 2022 hanno avuto inizio i lavori di restauro dei prospetti esterni; essi vengono portati a termine con tanto di "liberazione" del portale - dal muro di calcestruzzo che gli venne apposto davanti dopo il terremoto del 1980 per scongiurare dei furti immancabilmente avvenuti in altre chiese - nel luglio successivo.
Nel marzo 2024 è stata riaperta per ospitare una mostra d'arte temporanea. Il 6 dicembre del 2024 verrà celebrata la prima messa dopo 80 anni.